# Sainabou Tambedou
Sainabou Tambedou (geb. am 15. Oktober 1990) ist eine gambische Beachvolleyballspielerin.

## Karriere
Von der Gründung eines gambischen Nationalteams im Beachvolleyball im Jahr 2011 an war Tambedou Nationalspielerin. Sie spielte zunächst für Jeshwang, ab etwa 2015 für Gamtel/Gamcel und um 2019 für Interior.
Im Januar 2011 wurde ein gambisches Nationalteam in Dakar (Senegal) Dritter in der ersten Runde der Qualifikation für die Olympischen Sommerspiele 2012 und qualifizierte sich für die zweite Runde. Dort nahmen im Juli in Sierra Leone Saffie Sawaneh/Abie Kujabi sowie Tambedou/Louis Joof teil und belegten Platz sechs.
Bei der Qualifikation für die Olympischen Sommerspiele 2016 konnten sich im Januar 2015 in der ersten Runde in Dakar Kujabi/Sawaneh und Tambedou/Fatoumatta Ceesay für die zweite Runde qualifizieren. Im November 2015 gewann das 4x4-Team aus Tambedou, Ceesay, Kujabi sowie Aminata Gaye die zweite Runde des CAVB Continental Cup in der Ländergruppe B in Abidjan (Elfenbeinküste). Somit gewannen die Spielerinnen alle zwölf im Jahr 2015 ausgetragenen Spiele.
In der dritten Runde (Finalrunde) in Abuja (Nigeria) im April 2016 verlor dasselbe Team vier von fünf Spielen und schied aus. Damit war die Siegesserie von 15 gewonnenen Spielen in Folge zu Ende.
Im September 2018 hatte Fatoumatta Sillah an der Seite von Tambedou ihr Debüt bei einem Turnier in Banjul, weil Kujabi verletzungsbedingt ausfiel.
Bei den World Beach Games 2019 im Oktober belegte das Team von Kujabi, Ceesay, Gaye, Tambedou, Anna Marie Bojang und Mariama Ginadou Platz fünf im 4x4-Beachvolleyball.